# フェクラブルック - カンマー・シェアフリンク線
フェクラブルック - カンマー・シェアフリンク線（フェクラブルック - カンマー・シェアフリンクせん、ドイツ語: Bahnstrecke Vöcklabruck–Kammer-Schörfling）は、オーストリア国鉄の鉄道線の名称である。路線番号は172。

## 運行形態

### 快速「レギオナル・エクスプレス(REX)」
- アトナング・プッハイム → フェクラブルック → カンマー・シェアフリング　【平日運行】
平日、片道1本のみの運行。
2016年末に運行を開始した。当初は、途中駅を通過する普通列車として運行していたが、2018年末に快速に格上げとなった。2022年度以前は、レンツィング村を通過していた。

### 普通
- (アトナング・プッハイム - ) フェクラブルック - カンマー・シェアフリング
平日1時間に1本、休日2時間に1本の運行。うち平日3.5往復、休日2往復がアトナングまで直通する。
2020年以前は、平日のみ2時間に1本の運行で、休日は運休していた。2022年度以前は、アトナングへの直通が一日あたり平日2.5往復、休日1往復であった。

## 駅一覧
以下では、フェクラブルック - カンマー・シェアフリンク線の駅と営業キロ、停車列車、接続路線などを一覧表で示す。
| 路線名 | 駅名                                 | 駅間営業キロ | 累計営業キロ | REX | R | 接続路線                                  | 所在地                   | 所在地             |
| ------ | ------------------------------------ | ------------ | ------------ | --- | - | ----------------------------------------- | ------------------------ | ------------------ |
| 172    | フェクラブルック駅                   | -            | 0.0          | ■   | ■ | 101号線（ザルツブルク方面、ウィーン方面） | オーバーエスターライヒ州 | フェクラブルック郡 |
| 172    | オーバータルハイム・ティーメルカム駅 | 3.4          | 3.4          | ｜  | ■ |                                           | オーバーエスターライヒ州 | フェクラブルック郡 |
| 172    | レンツィンク駅                       | 2.4          | 5.8          | ■   | ■ |                                           | オーバーエスターライヒ州 | フェクラブルック郡 |
| 172    | レンツィンク村駅                     | 1.5          | 7.3          | ｜  | ■ |                                           | オーバーエスターライヒ州 | フェクラブルック郡 |
| 172    | ジーベンミューレン・ローゼナウ駅     | 1.4          | 8.7          | ｜  | ■ |                                           | オーバーエスターライヒ州 | フェクラブルック郡 |
| 172    | カンマー・シェアフリンク駅           | 1.7          | 10.4         | ■   | ■ |                                           | オーバーエスターライヒ州 | フェクラブルック郡 |